# (149160) Geojih
(149160) Geojih est un astéroïde de la ceinture principale.

## Description
(149160) Geojih est un astéroïde de la ceinture principale. Il fut découvert le 1er avril 2002 à Kleť par KLENOT. Il présente une orbite caractérisée par un demi-grand axe de 2,79 UA, une excentricité de 0,07 et une inclinaison de 4,5° par rapport à l'écliptique.